# Pont des Seins
Le pont des Seins,, (en italien : Ponte delle Tette), aussi appelé Pont des Tétons,, est un petit pont situé à Venise, à la limite entre les sestieri (quartiers historiques de Venise) de San Polo et Santa Croce, dans la paroisse de San Cassiano.

## Histoire
À l'époque de la république de Venise, l'ensemble de la zone (Carampane) était un véritable "quartier rouge" où se trouvaient de nombreux lupanars et l'un d'eux était situé juste au-dessus du pont des Seins. Les prostituées, en regardant par la fenêtre en direction du pont situé en dessous, avaient l'habitude d'appâter les passants en montrant leurs seins découverts, donnant ainsi au pont son nom singulier. 
Selon l'historien Tassini, cette coutume pourrait avoir été imposée aux prostituées par une loi de la république de Venise, avec pour objectif de « détourner, avec une telle incitation, les hommes du péché contre nature. », en référence à la pratique de la sodomie, jugée très négativement dans la Venise du XVIe siècle, où elle était passible de mort.
Au pont des Tétons est le titre d'une chanson d'Italo Salizzato et Emilio De Sanzuane présentée au Concours de la nouvelle chanson Leon d'oro au Teatro Malibran en 1984.